# هم‌رزمان: روز دی
«هم‌رزمان: روز دی» (انگلیسی: Brothers in Arms: D-Day) یک بازی ویدئویی در سبک تیراندازی اول شخص است که توسط یوبی‌سافت و در سال ۲۰۰۶ و در پلت‌فرم‌های پلی‌استیشن همراه و پلی‌استیشن ویتا منتشر شده‌است.